# 高保融
高 保融（こう ほゆう）は十国荊南の第3代王。文献王高従誨の三男。

## 生涯
乾祐元年（948年）、高従誨が死去すると、南平王の爵位を継ぎ、後漢の隠帝より荊南節度使同平章事兼侍中に封じられた。そして広順元年（951年）には後周の太祖より渤海王に、顕徳元年（954年）には南平王に封じられた。
史書によれば高保融は凡庸であり、朝政の重大事は全て十弟の高保勗に委ねていた。趙匡胤が宋を建国した建隆元年（960年）には、その国勢を恐れ1年に3度も朝貢の使者を派遣している。同年41歳で病没すると、太尉と貞懿王の諡号を贈られた。長男の高継沖と次男の高継充が幼少であったため、高保勗がその地位を継承した。